# すろーらいだーず
すろーらいだーずは、兵庫県神戸市出身の日本のロックバンド。

## 概要・略歴
1980年結成。中畑と南畑は自分達の音楽がやりたいと、当時在籍していた大学の軽音楽部を飛び出して「オールナイト・バンド」と言う４人組ロックバンド（中畑・南畑・齋藤・成瀬）を結成する。この4人がオリジナルメンバーとなり、後の「すろーらいだーず」へと継って行く。その後バンドは幾度かのメンバーチェンジを繰り返しメンバーはバラバラになっていったが、紆余曲折を経て1994年結成当時のオリジナルメンバーで活動を再開する。当時「The GANB」と言う名前で活動しており、押尾コータローが在籍していた。また、ボーカル・中畑は、バンド活動の傍ら押尾コータローと「夢生（むう）」というユニットを組み、河島英五が毎年開いていたチャリティ・コンサートに二人で出演する。この応募をきっかけに、中畑は河島英五からその才能を認められ、師弟同然に目を掛けてもらっていたが、何度もデビューのチャンスを断たれ失望。1999年ついに中畑は就職のため音楽活動を停止する。また、事実上バンド活動も解散状態となる。しかしどうしても夢を捨てきれない中畑のためにメンバーは結集し、2005年頃からバンド活動を本格的に再開。第11回「熱血!オヤジバトル」出場、中畑昌也オリジナル曲『だからBaby』でグランプリを受賞。2008年1月30日ミニアルバム「パーフェクトワールド」でCDデビュー。バンド名は「熱血!オヤジバトル」出場を機につけたもので、「オールナイト・バンド」、「The GANB」など名乗っていた。また、この年河島英五記念ライブ「元気だしてゆこう2008」NHK大阪ホールでの出演を果たし、同年10月7日日本テレビ系28局ネット“誰も知らない「泣ける歌　初回2時間拡大SP」に出演する。2009年2月18日「誰も知らない泣ける歌」のオフィシャル・コンピレーションアルバム（CD＋DVD）が、VAPレコードよりに発売され、この中に「だからBaby　2009Ver」が収録されている。
※ちなみに押尾コータローがメンバーとして活動していた「The GANB」とは元祖オールナイトバンドの略である。
また、一部の間では「すろらー」とも呼ばれている。

## メンバー
大学時代（軽音楽部）の同級生である。
- 中畑昌也(ボーカル)
- 成瀬和宏(ギター)
- 斎藤文徳(ドラムス)
- 南畑正美（ベース）

以前、押尾コータローがいたことがある。

## ディスコグラフィ

### ミニアルバム
パーフェクトワールド(2008年1月30日)
1. パーフェクトワールド
2. スプリング
3. By By Woman
4. 明日こそ花を
5. 本当の事をいいたくて
6. だからBaby

## 誰も知らない泣ける歌（VAPコンピレーション・アルバム）
2009年2月18日
「誰も知らない泣ける歌」のオフィシャル・コンピレーションアルバム（CD＋DVD）が、VAPレコードより発売。
この中の４曲目に「だからBaby　2009Ver」が収録されている。